# Королевство Бурунди
Короле́вство Буру́нди — историческое государство в восточной части Африканского континента. Занимало территорию нынешнего Бурунди.

## История
Первым известным мвами (королём) Бурунди был Нтаре III, правивший с 1680 по 1709 год. 1 июля 1890 года Великобритания передала контроль над королевством Германии, которая включила его в состав своей колонии Германская Восточная Африка. 20 июля 1922 года, согласно мандату Лиги Наций, королевство Бурунди было передано бельгийцам и включено ими в единый протекторат Руанда-Урунди. 21 декабря 1961 года протекторат получил внутреннюю автономию, а 1 июля 1962 года королевство снова стало независимым. Последний король Нтаре V правил страной до 1966 года, когда был свергнут в результате переворота в ноябре 1966 года, а позднее убит.
8 сентября 1961 года в стране прошли первые парламентские выборы. Первым премьер-министром после восстановления независимости в 1961 году был Джозеф Кимпайе, в 1966 году этот пост занял Мишель Мичомберо.

## Последствия
Большинство членов королевской семьи живут во Франции.
В президентских выборах 2005 года приняла участие принцесса Эстер Каматари как кандидат от партии Abahuza — «Партии восстановления монархии и диалога в Бурунди». Её политические сторонники утверждают, что восстановление конституционной монархии может облегчить напряжённость в отношениях между этническими группами — монархия должна стать символом единства.

## Символы

Исторические флаги
Флаг Королевства Бурунди с черным барабаном (1962—1966)
Флаг, использовавшийся 28—29 ноября 1966 года

Исторические гербы
Герб мандатной территории Руанда-Урунди (1922—1962)
Герб Королевства Бурунди (1962—1966)